# Мичел, Джон
Сэр Джон Мичел (Sir John Michel) (1 сентября 1804, Дорсет, Англия, Великобритания — 23 мая 1886, Дьюлиш хаус (Dewlish House), Дорчестер, Дорсет, Англия, Великобритания) – британский военный деятель, администратор, фельдмаршал (27 марта 1886).

## Биография
Являясь преемником генерал-лейтенанта сэра Уильяма Фенвика Уильямса, с 1865 по 1867 годы Митчел был командующим войсками в британской Северной Америке. С 1875 по 1880 годы он был главнокомандующим войсками в Ирландии. В 1885 году Мичел стал фельдмаршалом.
Во время командования войсками в британской Северной Америке Мичел сыграл ключевую роль в организации добровольного ополчения для отражения фенианских набегов в 1866 году.